# Khashaba Dadasaheb Jadhav
 (mars 2025).
Si vous disposez d'ouvrages ou d'articles de référence ou si vous connaissez des sites web de qualité traitant du thème abordé ici, merci de compléter l'article en donnant les références utiles à sa vérifiabilité et en les liant à la section « Notes et références ».
Khashaba Dadasaheb Jadhav, également connu sous le nom de KD Jadhav, né le 15 janvier 1926 et mort le 14 août 1984 est un lutteur indien.  
Il a été le premier médaillé olympique de l'Inde indépendante en gagnant une médaille de bronze aux Jeux olympiques d'été de 1952 à Helsinki en lutte libre. Depuis 1900 et les deux médailles de Norman Pritchard en athlétisme, l'Inde n'avait gagné que des médailles en hockey sur gazon, sport d'équipe. Jusqu'à la médaille de bronze de Leander Paes aux Jeux olympiques d'été de 1996 en tennis, ce fut la seule médaille individuelle de l'Inde.
Auparavant aux Jeux olympiques d'été de 1948 à Londres, il avait fini sixième dans la catégorie poids mouche. En 1952, il décrocha sa médaille en poids coq, perdant en demi-finale mais s'imposant dans le match des vaincus.
En dépit de son exploit unique, il n'obtint pas une grande notoriété en Inde où quasiment seul le cricket est considéré. Il tomba dans l'oubli, vécut dans la pauvreté en dépit de son travail dans la police et mourut en 1984 dans un accident de la route.